# 沙佩勒瓦隆
沙佩勒瓦隆（法語：Chapelle-Vallon，法語發音：[ʃapɛl valɔ̃]）是法国奥布省的一个市镇，属于塞纳河畔诺让区。

## 地理
沙佩勒瓦隆（48°26'8"N, 4°2'24"E）面积19.24 平方千米，位于法国大東部大區奥布省，该省份为法国中北部省份，北起马恩省，西接塞纳-马恩省，西南至约讷省，东南至科多尔省，东临上马恩省。
与沙佩勒瓦隆接壤的市镇（或旧市镇、城区）包括：欧布泰尔、绍希尼、莱格朗德沙佩勒、梅尔热、蒙叙赞、里利圣西尔、维拉塞夫、武埃。

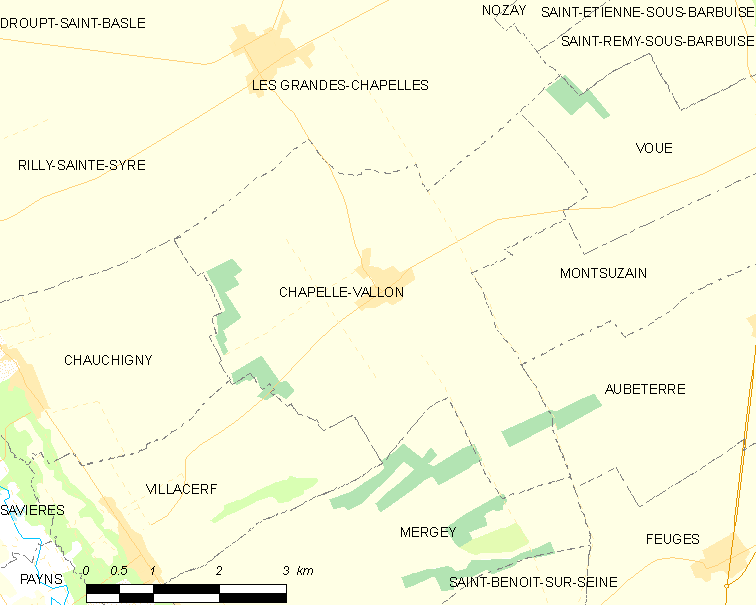
沙佩勒瓦隆的OSM定位图

沙佩勒瓦隆的时区为UTC+01:00、UTC+02:00（夏令时）。

## 行政
沙佩勒瓦隆的邮政编码为10700，INSEE市镇编码为10082。

## 政治
沙佩勒瓦隆所属的省级选区为特鲁瓦附近克勒内县。

## 人口

1962-2008年间沙佩勒瓦隆人口变化图示

沙佩勒瓦隆于2022年1月1日时的人口数量为232人。